# Federico Fattori
Federico Fattori Mouzo (Buenos Aires, 22 luglio 1992) è un calciatore argentino, centrocampista dell'Argentinos Juniors.

## Caratteristiche tecniche
È un centrocampista difensivo.

## Palmarès
- Primera B Metropolitana: 1

Nueva Chicago: 2013-2014